# Musica per ciechi, muti e sordi
Musica per ciechi, muti e sordi è il secondo album in studio del rapper italiano Chicoria, pubblicato il 4 marzo 2010.

## Descrizione
L'album è stato interamente prodotto da Giordy Beatz, tranne l'ultima traccia, prodotta da Violent Beat.

## Tracce
1. È quello che è – 3:39
2. Il peggio del peggio – 2:49
3. 365 – 3:19
4. Sciroppo – 1:18
5. Puro crack – 2:18
6. S.P.A.C.C.I.A.M.O.R.T.E. – 2:56
7. Rintocchi di vera vita – 3:12
8. Er più truce – 3:06
9. Pessimo (feat. 1Zuckero, Cole, Noyz Narcos, Gast) – 2:28
10. Musica per ciechi, muti e sordi – 2:41
11. Stronze... – 2:31
12. Talk It over now – 2:38
13. Tombola (feat. Mystic One) – 3:02
14. Brucia Roma (feat. Gast, Gel) – 3:55
15. Me ne sbatto ar cazzo – 2:27